# District Council of Grant
District Council of Grant är en kommun i Australien. Den ligger i delstaten South Australia, omkring 370 kilometer sydost om delstatshuvudstaden Adelaide. Antalet invånare var 8 203 vid folkräkningen 2016.
Följande samhällen finns i Grant:
- Worrolong
- Port MacDonnell
- Compton
- Allendale East
- Tarpeena
- Glenburnie
- Mount Schank
- Wandilo